# Francisco Emanuel Penteado
Francisco Emanuel Penteado (Taquaritinga, 29 de dezembro de 1952 — São Paulo, 15 de março de 1973) foi um estudante e guerrilheiro brasileiro, de um grupo de militantes da Ação Libertadora Nacional, morto pelo Regime Militar no Brasil em uma emboscada no bairro da Penha, em São Paulo.
É um dos casos investigados pela Comissão Nacional da Verdade.

## Biografia
Nasceu em 29 de dezembro de 1952, na cidade de Taquaritinga, no interior de São Paulo. Filho de Francisco Santa Cruz Negreiros Penteado e Nair Pereira Pinto. Iniciou a militância ainda em sua cidade-natal, mas mudou-se para São Paulo, onde dividia seu tempo entre os estudos e as ações pela ALN.

## Militância
Como estudante secundarista, Francisco Emanuel Penteado começou sua militância política em Taquaritinga, com apenas 16 anos, em 1969. A mudança para São Paulo não o afastou do movimento, e, na capital, atuou no Grupo Tático Armado da ALN, coordenado por Gelson Reicher. De 1971 a até o momento de sua morte, viveu em São Paulo na clandestinidade. Desde 1971, membros da ALN e do Molipo vinham sendo presos pelo regime militar, e Francisco Emanuel Penteado teve sua prisão decretada em 23 de outubro de 1972.

## Morte
Foi morto em uma emboscada na Rua Caquito, no bairro da Penha (São Paulo), no dia 15 de março de 1973, ao lado de Arnaldo Cardoso Rocha e Francisco Seiko Okama, ambos também militantes da ALN. Preso no DOI-CODI na época, o professor universitário Amílcar Baiardi foi o último a dar um testemunho à relatora da CEMDP (Comissão Especial sobre Mortos e Desaparecidos Políticos) antes da conclusão das circunstâncias da morte de Francisco Emanuel Penteado. O militante foi interrogado em uma quadra de esportes e alvejado com três tiros disparados pelos agentes, um deles de cima para baixo, segundo o laudo da necropsia. Penteado e os outros dois militantes foram deixados na quadra por mais de uma hora até que o carro fúnebre do IML chegasse para recolhê-los.